# Juliusz Wojciech Bełtowski
Juliusz Wojciech Bełtowski (ur. w 1852 w Nowym Targu, zm. 17 lipca 1926 we Lwowie) – polski rzeźbiarz, snycerz, medalier i malarz, profesor lwowskiej Państwowej Szkoły Przemysłowej.
Został pochowany na Cmentarzu Łyczakowskim we Lwowie.

## Twórczość
- Pomnik arcybiskupa Izaaka Mikołaja Issakowicza na Cmentarzu Łyczakowskim we Lwowie
- Pomnik Samuela Cyryla Stefanowicza na Cmentarzu Łyczakowskim we Lwowie
- Popiersie Juliana Zachariewicza, znajdujące się w westybulu Politechniki Lwowskiej
- Popiersie arcybiskupa Izaaka Mikołaja Issakowicza w Katedrze ormiańskiej we Lwowie
- Ołtarz w kościele Karmelitów we Lwowie
- Pomnik Władysława Jagiełły w Gródku Jagiellońskim odsłonięty 29 września 1903 – uszkodzony na początku 1939 przez ukraińskich nacjonalistów, zaginął w miesiącach późniejszych
- Głowa Chrystusa i Pietà (1896) w brązie
- Autoportret (1901) w brązie
- Madonna (Niepokalane Poczęcie) w drewnie
- Śpiący rycerze, wykuci w kamieniu na ścianie „Pisanej” w Dolinie Kościeliskiej
- Pomnik-popiersie Ferdynanda Hompescha w Rudniku nad Sanem[2][3].
- Rysunek berła bizantyńskiego do wykonania w srebrze dla kościoła w Buczaczu[4].

## Galeria

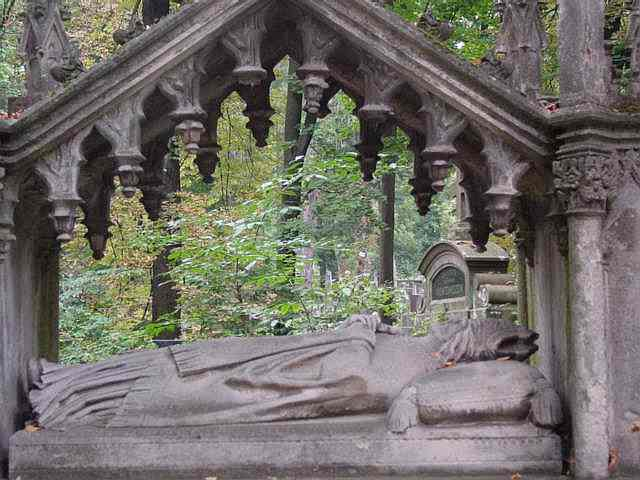
Nagrobek abp. Samuela Stefanowicza na Cmentarzu Łyczakowskim
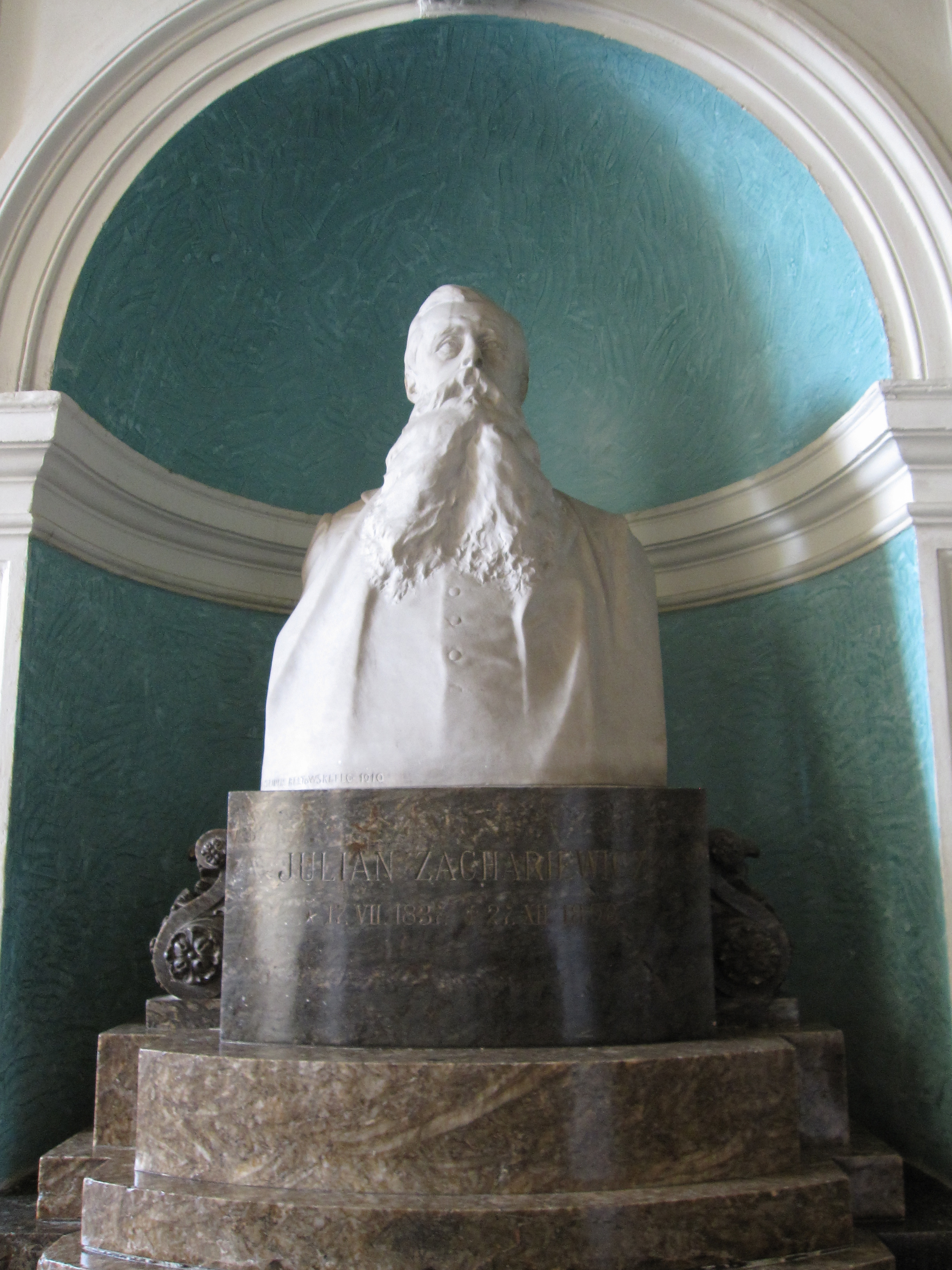
Popiersie prof. Zachariewicza w westybulu gmachu głównego Politechniki Lwowskiej
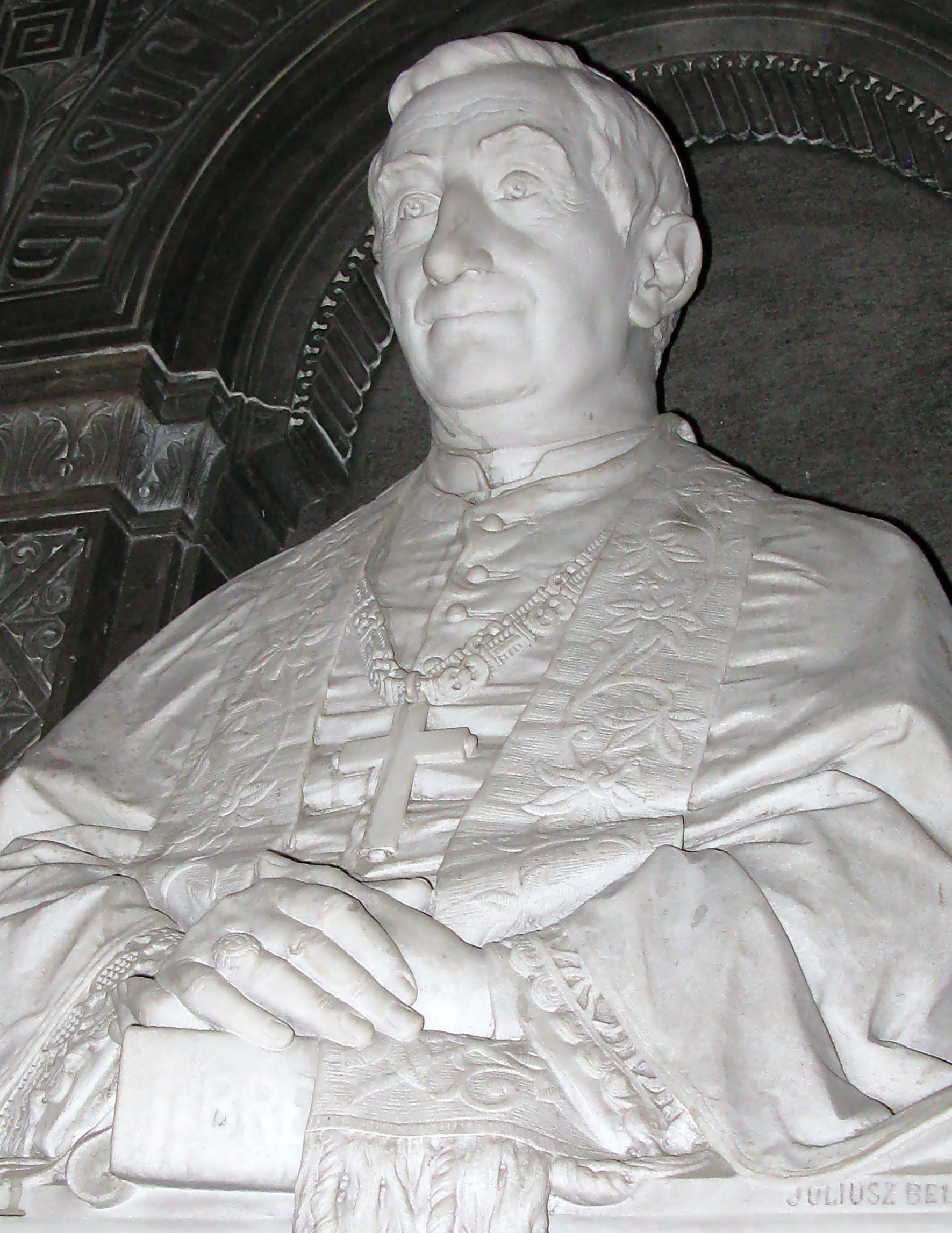
Popiersie Izaaka Mikołaja Isakowicza w katedrze ormiańskiej we Lwowie
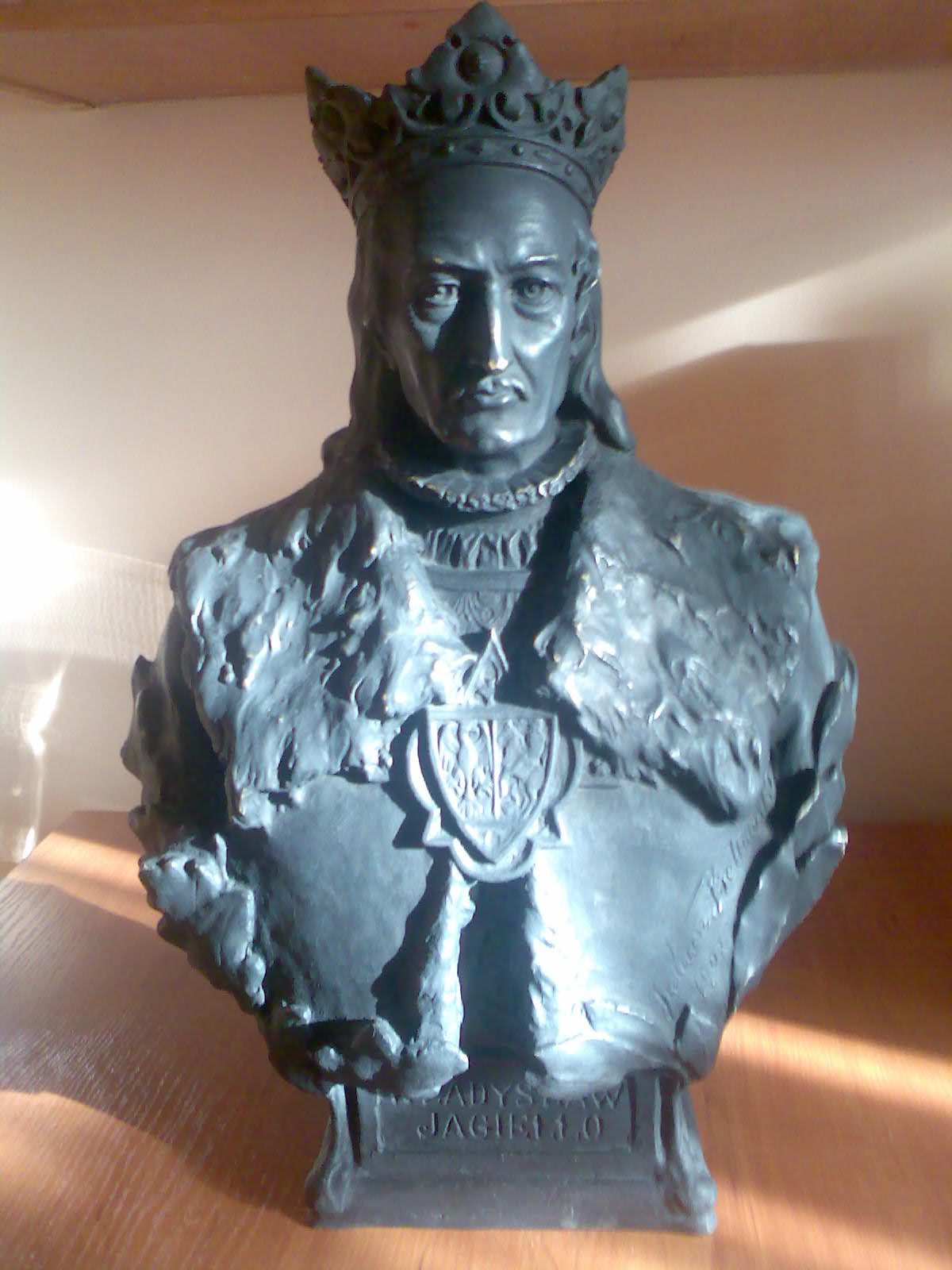
Popiersie króla Władysława Jagiełły
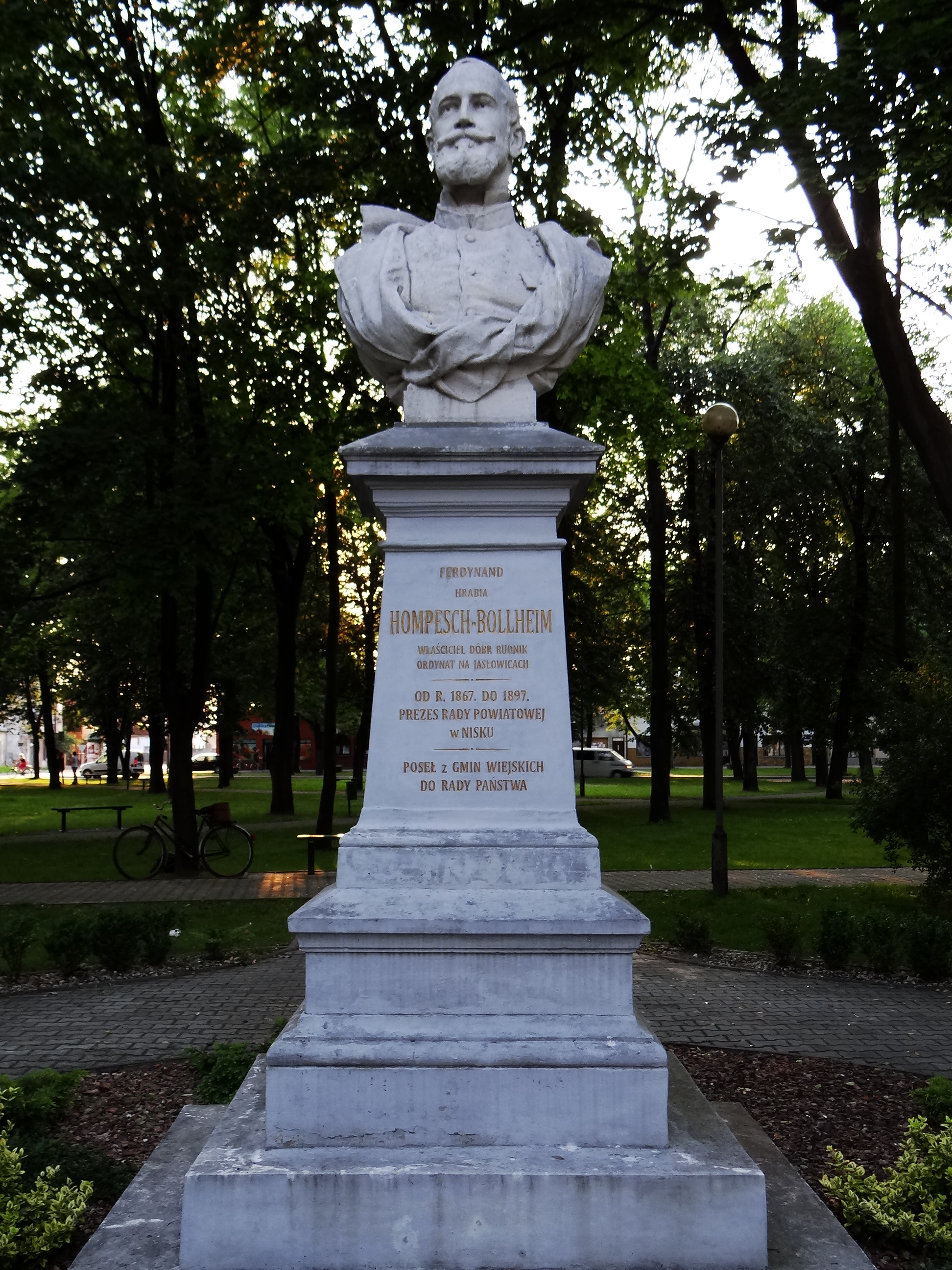
Popiersie Ferdynanda Hompescha